# Республиканский либерализм
Республиканский либерализм (Republican liberalism) – теоретический подход в рамках либеральной школы теории международных отношений, объясняющий влияние разнообразных общественных групп и их преференций на поведение государства на международной арене.    

## Идейные истоки
Идеи либеральных мыслителей, в том числе Г. Гроция, И. Канта, Д.Рикардо, А.Смита, оказали значительное влияние на развитие либеральной школы мысли. В конце XX в. либерализм был представлен многочисленными гипотезами, подходами и учениями, объединёнными лишь вокруг идеологической составляющей, но относительно самостоятельными и несогласованными между собой. Проблемой был также нормативный характер либеральных учений. Либеральная теория всегда выполняла функции общественного анализа и общественной критики и таким образом в определенной степени теряла объективность.  В теории международных отношений становление либерализма в качестве целостной и универсальной теории связывают с именем американского исследователя Э. Моравчика,  выработавшего системный подход ко всем существующим в конце XX в. либеральным теориям.

## Основные положения
Первичными акторами мировой политики являются индивиды и общественные группы, которые демонстрируют рациональное и нерискованное поведение и действуют коллективно для продвижения своих интересов. Интересы общественных групп определяют преференции государства и его цели в мировой политике. Государство выступает таким образом не в качестве самостоятельного актора, а является представительным институтом и предметом конкуренции между общественными группами. Преференции государств формируются до взаимодействия друг с другом. Если преференции государств гармонируют друг с другом, то для их отношений характерно мирное сосуществование или низкая конфликтность. Если преференции государств противоположны друг другу, то возможен жесткий торг или межгосударственный конфликт.
Политическое влияние общественной группы тем больше, чем больше она представлена в представительных  институтах и чем меньше она зависит от внешних воздействий.Если в государстве политическое влияние концентрируется между несколькими группами, то внешняя политика с бо́льшей вероятностью будет направлена на конфронтацию, чем на сотрудничество. Государства с нереспубликанской формой правления, например, фашистские и нацистские диктатуры, абсолютные монархии, страны, в которых определяющую роль играют военные или бюрократический аппарат, отражают интересы немногочисленных групп, например своих элит. В условиях равномерного распределения политического влияния в обществе, то есть когда многочисленные общественные группы имеют возможность определять преференции государства, политики будут стараться избежать конфликтов на международной арене. Страны с республиканской формой правления, в отличие от других государств, будут придерживаться сходных интересов на международной арене. Если вся власть в государстве сосредоточена в руках нескольких групп, то внешняя политика государства будет проводиться в их интересах, однако риски и расходы будут нести другие общественные группы, имеющие меньшее влияние. Кроме того, интересы привилегированных групп, как правило, немногочисленных по своему составу, более подвержены изменениям, чем интересы общества в целом. 
Идеи вечного мира обнаруживают много общего с идеями республиканской либерализма в теории международных отношений. По мнению И. Канта, республики существуют в конституционных государствах, основанных на принципах свободы человека, верховенства закона и системы сдержек и противовесов. В республиках законодательные органы могут ограничивать действия исполнительной власти: более того, для решения вопроса о вступлении в войну требуется согласие граждан. «Нет ничего более естественного, чем важный факт – люди, которые принимают решение о потерях в войне, скорее поколеблются, прежде чем начать столь скверную игру, ведь все тяготы войны придется взять на себя».  Таким образом,  республиканский либерализм не отрицает возможности войны, если она отвечает интересам общества в целом, однако такая ситуация менее вероятна. Так, например,  демократические государства могут начинать превентивные войны, чтобы предотвратить непрямые  угрозы своему существованию и процветанию, могут  вести войны с менее сильными государствами, у которых нет могущественных союзников, не ввязываясь в конфликты с высокой интенсивностью.

## Значение и восприятие в теории международных отношений
Либерализм, в отличие от других крупных парадигм в теории международных отношений, таких как реализм и институционализм, объясняет поведение государств на международной арене на основе внутренней политики и отвечает на вопрос, почему содержание внешней политики государства меняется. Реалисты и институционалисты критикуются сторонниками либеральной теории за недостаточный учет внутриполитических факторов, так как они сосредотачивают своё внимание лишь на внешних факторах, таких как конфигурация материальных возможностей или конфигурация информации и институтов. 
В отличие от системных подходов в международных отношениях, либерализм может объяснить фундаментальные исторические изменения в международной системе. С точки зрения реалистов, история носит более цикличный характер. Либеральная парадигма даёт понять, с чем был связано, например, расширение зоны демократических государств с рыночной экономикой и изменение соотношения сил в международных политических и экономических объединениях в конце холодной войны.
Позитивистский поворот либеральной теории в 1990 гг. вызвал разную реакцию в академических кругах. Наиболее заметны три направления критики: во-первых, со стороны традиционных системных подходов, которые рассматривали либерализм в редакции Э.Моравчика как попытку их компрометации. Представители системных теорий не согласны с либеральной теорией международных отношений в том, что для объяснения внешнеполитического поведения применяются различные внутригосударственные факторы. Во-вторых, критика исходила от социал-конструктивистов, которые отвергали рационалистскую онтологию и строгий методологический подход Э. Моравчика. Исследователь утверждает, что институты в национальных политических системах формируют идентичность государств и определяют их преференции, а в международной системе институты никак влияют на идентичность государств. Теоретики конструктивизма утверждают, что международные институты играют очень важную роль в процессе формирования государственной политики.
В-третьих, учитывая то, что либеральная теория международных отношений подрывала политический характер классического либерализма, ее подвергали критике в нормативной плоскости. В частности, Дэвид Лонг отметил, что «каждая из предложений Э. Моравчика предполагает значительное сужение (...) либеральной политической мысли. С одной стороны, в теории присутствует минималистский классический либерализм. С другой стороны, наблюдается наличие неудачного позитивизма, обходится без либеральной философии. (...) В результате происходит искажение либерализма и теории международных отношений».